# Macgregoromyia shikokuana
Macgregoromyia shikokuana är en tvåvingeart som beskrevs av Alexander 1954. Macgregoromyia shikokuana ingår i släktet Macgregoromyia och familjen storharkrankar. Inga underarter finns listade i Catalogue of Life.